# Glucose-1-phosphat-Adenylyltransferase
Glucose-1-Phosphat-Adenylyltransferase ist das Enzym, das die Übertragung eines Moleküls Adenosinmonophosphat (AMP) auf Glucose-1-phosphat katalysiert. Dabei handelt es sich um den ersten Schritt bei der Biosynthese von Stärke in den Plastiden von Pflanzen. Das Enzym kommt außerdem in Bakterien vor, wo es an der Glykogen-Biosynthese teilnimmt.

## Katalysierte Reaktion
α-D-Glucose-1-Phosphat + ATP {\displaystyle \rightleftharpoons }  ADP-Glucose + PPi
Aus ATP wird unter Abspaltung von Pyrophosphat AMP auf Glucose-1-phosphat übertragen; es entsteht ADP-Glucose.
Dadurch wird die Glucose aktiviert und kann unter Abspaltung von ADP zur Stärkesynthese an eine Stärkepolysaccharidkette angehängt werden, die sich dadurch um ein Molekül Glucose verlängert. Die nötige Energie für diese Kondensationsreaktion liefert die Abspaltung von ADP.
Die beschriebenen Reaktionen verlaufen parallel zu denen der Glykogenbiosynthese, nur dass zur Aktivierung der Glucose ATP verwendet wird (Reaktionsprodukt: ADP-Glucose) während in der Glycogensynthese Uridintriphosphat (UTP) denselben Zweck erfüllt (Reaktionsprodukt: UDP-Glucose)
Glucose-1-Phosphat Adenylyltransferase gehört zu der Enzymfamilie der Nucleotidyltransferasen; Transferasen, die der Übertragung von Nukleotidgruppen dienen.

## Enzymstruktur
Ende des Jahres 2007 wurden 3 -strukturen dieser Enzymklasse aufgeklärt. Sie haben die PDB Zugangscodes PDB link|1YP2, PDB link|1YP3, und PDB link|1YP4.